# Orthocladius ruffoi
Orthocladius ruffoi is een muggensoort uit de familie van de dansmuggen (Chironomidae). De wetenschappelijke naam van de soort is voor het eerst geldig gepubliceerd in 1991 door Rossaro & Prato.